# Bolesław Śmiały (film)
Bolesław Śmiały – polski film historyczny z 1971 roku o konflikcie między królem Polski Bolesławem II Śmiałym a biskupem Stanisławem ze Szczepanowa.
W scenariuszu filmu wykorzystano wątki z powieści Józefa Ignacego Kraszewskiego Boleszczyce oraz fragmenty dramatu Stanisław i Bogumił Marii Dąbrowskiej.

## Treść
Akcja filmu rozpoczyna się w 1079 roku, kiedy król Bolesław skazuje na śmierć dezerterów z drużyn wysłanych na Ruś z pomocą dla kniazia Wsiewołoda. Część rady królewskiej uważa tę karę za zbyt surową. Wśród oponentów na czoło wysuwają się wojewoda Sieciech i biskup Stanisław Szczepanowski. Król jest jednak nieugięty, pragnie bowiem utrzymać za wszelką cenę sojusz z Rusią, co staje się coraz trudniejsze. Gdy do Polski przybywają posłowie z Kijowa, jeden z nich zostaje skrytobójczo zabity. Usiłując znaleźć zleceniodawców mordu, Bolesław stwierdza istnienie w kraju silnej opozycji. Dodatkowo ma problemy osobiste z żoną, która nie może mu wybaczyć romansu z prostą dziewczyną. Do opozycji należy także jego brat, książę Władysław. Konflikt z biskupem Stanisławem coraz bardziej nasila się, gdy biskup zaczyna krytykować niemoralny tryb życia króla. Ułatwia też ucieczkę Sieciechowi, którego Bolesław kazał uwięzić. Do kulminacji wydarzeń dochodzi, kiedy biskup rzuca na króla klątwę. Dochodzi do zamordowania duchownego, co zraża do króla większość ludności. Przeciwnicy zyskują pomoc ze strony wojsk czeskich i cesarskich, a Bolesław z nieliczną drużyną musi uchodzić z kraju.

## Obsada
- Ignacy Gogolewski − Bolesław II Śmiały
- Jerzy Kaliszewski − biskup Stanisław ze Szczepanowa
- Aleksandra Śląska − królowa
- Maria Ciesielska − kochanka króla
- Zdzisław Mrożewski – kanclerz Radosz
- Kazimierz Opaliński − arcybiskup gnieźnieński Bogumił
- Michał Pawlicki − książę Władysław Herman, brat króla
- Kazimierz Meres − wojewoda Sieciech
- Mieczysław Voit − opat Otton z Tyńca
- Piotr Fronczewski − brat Adalbertus
- Jerzy Zelnik − rycerz z drużyny królewskiej, zabójca biskupa
- Krzysztof Machowski − rycerz z drużyny królewskiej
- Andrzej Zaorski – rycerz z drużyny królewskiej
- Maciej Englert – rycerz z drużyny królewskiej
- Mieczysław Stoor – zdradzony mąż, rycerz zbiegły z Kijowa
- Alicja Raciszówna − kobieta z poselstwa Rusinów
- Jerzy Goliński − ojciec Wawrzyniec
- Czesław Lasota – kronikarz
- Henryk Bąk − rycerz z osady przeciwny królowi
- Halina Gryglaszewska − mieszkanka osady
- Tadeusz Schmidt − rajca Damrot
- Maciej Góraj − pachołek

## Lokacje
- Inowłódz